# Золотой век (балет)
«Золотой век» — балет Дмитрия Шостаковича на либретто Александра Ивановского. Премьера: Ленинградский государственный театр оперы и балета, 1930. 

## Сюжет
Действие разворачивается на Западе в некой капиталистической стране во время промышленной выставки «Золотой век», куда прибывает советская футбольная команда. В одного из футболистов влюбляется танцовщица — Дива. Советские футболисты выигрывают матч у команды «фашистов», их арестовывает враждебная полиция, но затем триумфально освобождает пролетариат.

## История постановки
В конце 1920-х годов Управлением государственных театров был объявлен конкурс на сценарий современного балета. Лучшим было признано либретто кинорежиссёра Александра Ивановского «Динамиада» (от названия команды «Динамо») с сюжетом из жизни советской футбольной команды, сталкивающейся с «развращённой» молодёжью буржуазного Запада. Музыку заказали Дмитрию Шостаковичу, который, несмотря на молодость, был уже известным композитором. К тому же он был страстным любителем футбола, а потому к работе приступил с особым энтузиазмом.
«Золотой век» был закончен в октябре 1929 года и впервые поставлен в Ленинградском государственном театре оперы и балета в 1930 году. Балет включал ряд западных «буржуазных» танцев (канкан, фокстрот, танго, чечётка), а также сцены бокса, игры в карты и футбольного матча. В 1931 спектакль был снят с репертуара из-за многочисленных негативных отзывов прессы. Позднее[когда?] на «Золотой век» в числе других произведений Шостаковича пресса навесила ярлык «формализма».

## Сценическая жизнь

### Ленинградский театр оперы и балета— Мариинский театр
Премьера состоялась 26 октября 1930 года. Состоялось десять представлений балета в 1930 году и восемь — в 1931-м.
Балетмейстеры-постановщики Василий Вайнонен, Леонид Якобсон и В. П. Чеснаков, режиссёр Эммануил Каплан, художник-постановщик Валентина Ходасевич, дирижёр-постановщик Александр Гаук. Партии исполняли:
- Комсомолка — Галина Уланова
- Дива — Ольга Иордан
- Западная комсомолка — Ольга Мунгалова
- Фашист — Борис Шавров
- Ангел мира — Алла Шелест

#### Постановка 2006 года
Премьера состоялась 28 июня 2006 года. Состоялись три представления балета в Мариинском театре и три — в лондонском театре «Колизеум».
Автор либретто Константин Учитель, балетмейстер-постановщик Ноа Гелбер, художник-постановщик Зиновий Марголин, художник по свету Глеб Фильштинский, художник по костюмам Татьяна Ногинова, дирижёр-постановщик Туган Сохиев. Партии исполняли:
- Софи — Ирина Голуб, (затем Дарья Павленко)
- Александр — Михаил Лобухин
- Софи в старости — Габриэла Комлева
- Александр в старости — Сергей Бережной
- Ольга, кинозвезда — Екатерина Кондаурова
- Владимир, друг Александра — Ислом Баймурадов
- Господин фон Кляйн — Андрей Иванов
- Госпожа фон Кляйн — Алиса Соколова
- Генрих, друг Софи — Дмитрий Пыхачов
- Подруги Софи — Олеся Новикова, Яна Серебрякова

### Большой театр
В 1982 году (то есть, уже после смерти Шостаковича) Исаак Гликман и Юрий Григорович написали собственное либретто: действие было перенесено в Советский союз времён НЭПа, местом действия стал ресторан «Золотой век». Положительный герой Борис и отрицательный "месье Жак" (Яшка) борются за любовь беспартийной Риты. 
В новом либретто три действия, двенадцать картин. Премьера состоялась в Большом театре (Москва). 4 ноября 1982 года. Хореография Юрия Григоровича, балетмейстер-постановщик Юрий Григорович, художник-постановщик Симон Вирсаладзе, музыкальный руководитель и дирижёр-постановщик Юрий Симонов. Партии исполняли:
- Рита, молодая девушка, выступающая под именем Марго в эстрадной программе ресторана «Золотой век» — Наталья Бессмертнова, (затем Алла Михальченко, Людмила Семеняка)
- Борис, молодой рыбак, участник представлений агиттеатра рабочей молодёжи — Ирек Мухамедов, (затем Юрий Васюченко, Андрис Лиепа)
- Яшка, главарь банды, он же месьё Жак, партнёр Риты — Гедиминас Таранда, (затем Алексей Лазарев)
- Люська, сообщница и подружка Яшки — Татьяна Голикова, (затем Мария Былова, Нина Семизорова)
- Конферансье эстрадной программы ресторана «Золотой век» — Владимир Деревянко, (затем Евгений Зернов).

Спектакль прошёл 49 раз, последнее представление было дано 4 января 1989 года.

#### Возобновление
Премьера прошла 20 марта 1994 года. Спектакль прошёл 6 раз, последнее представление было дано 6 апреля 1995 года.
Дирижёр-постановщик Альгис Жюрайтис. Партии исполняли:
- Рита — Алла Михальченко, (затем Инна Петрова, Галина Степаненко, Елена Андриенко)
- Борис — Юрий Васюченко, (затем Владимир Непорожний)
- Яшка — Алексей Поповченко, (затем Александр Ветров, Дмитрий Белоголовцев)
- Люська — Мария Былова, (затем Нина Семизорова, Татьяна Расторгуева)
- Конферансье — Сергей Бобров, (затем Николай Цискаридзе, Александр Петухов)

#### Новая редакция
Премьера прошла 23 марта 2006 года. Последнее представление было дано 1 мая 2009 года.
Балет в двух действиях, одиннадцати картинах. Дирижёр-постановщик Павел Клиничев. Партии исполняли:
- Рита — Анна Антоничева, (затем Мария Аллаш, Нина Капцова)
- Борис — Денис Матвиенко, (затем Александр Волчков, Руслан Скворцов, Андрей Меркурьев)
- Яшка — Ринат Арифулин, (затем Павел Дмитриченко, Александр Воробьёв)
- Люська — Екатерина Крысанова, (затем Анна Никулина)
- Конферансье — Николай Цискаридзе, затем (Геннадий Янин, Денис Медведев, Вячеслав Лопатин)

Возобновление
Премьера прошла 13 октября 2016 года. Дирижёр Павел Клиничев.
- Рита — Нина Капцова
- Борис — Руслан Скворцов
- Яшка — Михаил Лобухин
- Люська — Екатерина Крысанова
- Конферансье — Вячеслав Лопатин

### Постановки в других городах
- 1930 — Киевский театр оперы и балета

Либретто В. Смирнова, балетмейстер-постановщик Е. Д. Вигилев, художник-постановщик А. Г. Петрицкий, дирижёр-постановщик М. Радзиевский.
- 1931 — Одесский театр оперы и балета

Под названием «Динамиада, или Дни Европы», балетмейстер-постановщик Михаил Моисеев
- 31 августа 2002 — Краснодарский театр балета

Балет в двух действиях, одиннадцати картинах. Балетмейстер-постановщик Юрий Григорович, художник-постановщик Симон Вирсаладзе, дирижёр-постановщик Александр Лавренюк. Партии исполняли:
- Рита — Елена Князькова
- Борис — Денис Владимиров
- Яшка — Сергей Баранников
- Люська — И. Зотова
- Конферансье — А. Кондратюк

## Музыка
На основе музыки балета Шостакович составил четырёхчастную сюиту op. 22a:
1. Вступление (Allegro non troppo)
2. Adagio
3. Полька (Allegretto)
4. Танец

которая вошла в концертный репертуар дирижёров XX века (также в аудиозаписях оркестров под управлением Л. Стоковского, Б. Хайтинка, М. Шостаковича, Н. Ярви и многих других).
В 1935 композитор переработал Польку для сольного фортепиано (op. 22b), которую записал на грампластинку в 1947; в 1962 сделал её же версию для фортепиано в 4 руки (op. 22c). Известен ряд других (неавторских) обработок Польки для различных инструментов.
В музыку балета для постановки Григоровича (1982, редакторы неизвестны) были дополнительно включены Lento из Первого фортепианного концерта (Адажио Риты и Бориса, в первом акте) и Andante из Второго фортепианного концерта (Адажио Риты и Бориса, в третьем акте). Аудиозапись этой редакции (оркестр ГАБТ / Симонов; 1982) была опубликована в 2006. Собственную редакцию музыки балета выполнил Г. Н. Рождественский, которую записал со Стокгольмским филармоническим оркестром в 1993 на лейбле «Чандос». В обе редакции вошла обработка Шостаковичем шлягера «Tea for two» Винсента Юменса (под названием «Таити-Трот»).